# Historia del software libre y de código abierto

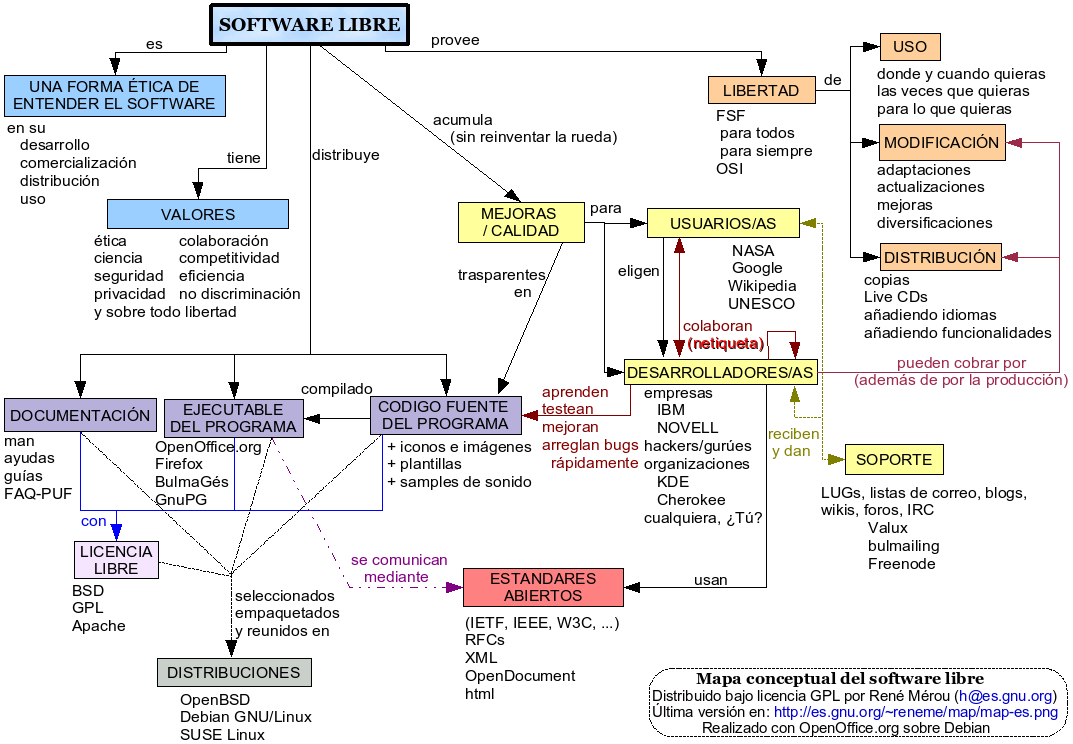
Mapa conceptual del software libre.

La historia del software libre y de código abierto como lo conocemos actualmente, se remonta a inicios de los años 1980, época en la que la mayoría de software era privativo y surgió la necesidad, por parte de algunos programadores, de crear proyectos que impulsaran la creación de software libre. Cabe mencionar que antes, cuando las primeras computadoras nacieron (y por ende los primeros programas informáticos), el software tenía un modelo de desarrollo cooperativo, similar al de otras ciencias como la física; esto empezó a cambiar en los años 1960 y los años 1970, cuando nacieron las primeras compañías que «privatizaron» su código.
Es importante señalar que el software libre y de código abierto, no debe ser confundido con el llamado "freeware"; el software libre y de código abierto suele ser gratuito, lo que puede llevar a confusión. El FOSS (acrónimo en inglés para free and open source software) también puede ser comprado y vendido. La confusión es aún mayor en países de habla inglesa por la ambigüedad de la palabra free que significa tanto libertad, como gratuidad.
Esta es una línea del tiempo acerca de cómo el software libre y de código abierto ha existido y evolucionado desde su concepción.

## Antes de 1957
Los conceptos de «código abierto» (fuente abierta) y de «compartición libre de información» existen desde mucho antes de la existencia de computadoras y del software. En los primeros años del desarrollo automotriz, la ALAM (siglas en inglés para Association of Licensed Automobile Manufacturers en español «Asociación de fabricantes de automóviles autorizados»), un grupo de monopolizadores de capital, eran propietarios de los derechos de la patente de un motor de gasolina de dos tiempos archivada por George B. Selden. Con el control de esta patente, fueron capaces de controlar la industria e intentaron forzar a los fabricantes de automóviles a construir vehículos de acuerdo con sus especificaciones (automóviles pesados, lujosos y caros; diseñados para la gente adinerada). Los fabricantes a quienes otorgaban una licencia, tenían que pagarles una comisión, así como un porcentaje de las ganancias brutas. En el marco del Auto Show de Chicago de 1905, un grupo de fabricantes de automóviles independientes que incluía a Ford Motor Company, REO Motor Car Company y Maxwell-Briscoe, formaron una nueva organización: la "Asociación de Fabricantes de Carros de Motor de Estados Unidos" (AMCMA por sus siglas en inglés) para pelear de manera colectiva contra la patente de Selden y el monopolio de la ALAM. Tras algunos contratiempos, incluyendo la pérdida de una demanda legal y la disolución de la AMCMA en 1909, Henry Ford apeló la decisión, ganándola en 1911. La resolución fue que la patente de Selden, misma que era para motores de 2 tiempos, no cubría los motores que estaban siendo utilizados por la mayoría de fabricantes de aquel tiempo (que eran motores de cuatro tiempos, basados en el diseño de Nikolaus Otto). Resultando en que la patente de Selden quedó virtualmente sin ningún valor y en la disolución de la ALAM en una nueva asociación que posteriormente se convertiría en la Asociación de Fabricantes de Vehículos de Motor.
La nueva sociedad entabló un nuevo acuerdo de licencia múltiple entre todos los fabricantes de automóviles de Estados Unidos: aunque cada compañía desarrollaría tecnologías y presentaría patentes, estas patentes serían compartidas abiertamente y sin intercambio monetario alguno entre todos los fabricantes. Hasta el momento de la participación de EE. UU. en la Segunda Guerra Mundial, 92 patentes de Ford fueron utilizadas libremente por otros fabricantes y a su vez fueron usadas 515 patentes de otras compañías, todo sin demandas legales o intercambio monetario de ningún tipo.
Algunos de los principios fundamentales del software libre, surgieron de filosofías de cooperación y sinceridad, ampliamente establecidas en los campos académicos y de la investigación científica (en este caso, ciencia computacional).

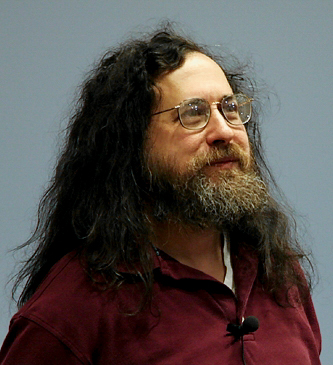
Richard Stallman, fundador de GNU y la FSF.

Algunas comunidades de software, que pueden compararse con la comunidad del software libre actual, existieron por mucho tiempo antes que el movimiento del software libre y el término "software libre" existieran. Según Richard Stallman, la comunidad que compartía software en el MIT existió por muchos años antes de involucrarse (con el movimiento) en 1971.
En los años 1958 y 1959 y en los años 1960 casi todo el software era producido en masa por académicos e investigadores corporativos en colaboración y no era visto así mismo como un producto. Los sistemas operativos eran ampliamente distribuidos y mantenidos por comunidades de usuarios. El código fuente, la versión legible para humanos del software, era distribuido con el software porque los usuarios modificaban el software ellos mismos para arreglar errores de programación o agregar nuevas funcionalidades. El código fuente del sistema operativo de un mainframe de IBM, el ACP (acrónimo de Airline Control Program), de 1967 era distribuido de manera muy parecida al del software libre.
Se formaron grupos de usuarios como los de IBM 701, llamados «SHARE», y los de Digital Equipment Corporation, llamados "DECUS"; formados para facilitar el intercambio de software. Así en esa era, el software era libre en cierto sentido, no por algún esfuerzo realizado por usuarios o desarrolladores de software, sino porque el software era desarrollado por la comunidad de usuarios. Para finales de los años 1960 se empezó a producir un cambio: al evolucionar los sistemas operativos y los compiladores de lenguaje de programación, los costos del software de las compañías se incrementaron dramáticamente. Una naciente, aunque después creciente industria del software estaba compitiendo con el software incluido al hardware de los fabricantes (el costo de los programas precargados estaba incluido en el precio del hardware), las máquinas arrendadas requerían soporte del software al tiempo que no se proveía la renta del software, y algunos clientes capaces de satisfacer de mejor manera sus propias necesidades no quería que el costo del software del fabricante fuera incluido con el costo del producto. En la demanda, realizada el 17 de enero de 1969, por parte de "Estados Unidos contra IBM" por violaciones al derecho de competencia (antitrust) el gobierno de los Estados Unidos dictaminó que el software atado (incluido o precargado) era anticompetitivo. Mientras algún software continuaba publicándose de manera gratuita, existía una creciente cantidad de software que era vendido únicamente.
En los años 1970 AT&T distribuía las primeras versiones de UNIX sin costo al gobierno y a investigadores académicos, pero estas versiones no permitían su distribución ni la distribución de versiones modificadas, y por ende no eran software libre en la acepción moderna de la frase.
A finales de los años 1970 y principios de los años 1980, los vendedores de computadoras y compañías de software empezaron a cobrar por licencias de software de manera rutinaria, comercializándolas como "productos Informáticos" e imponiendo restricciones legales a los nuevos desarrollos de software, ahora vistos como activos, a través de derechos de autor, marcas registradas y contratos de arrendamiento. En 1976, Bill Gates marcó el gran cambio de era cuándo escribió, su ahora famosa Carta abierta a los aficionados, mandando el mensaje de que lo que los hackers llaman «compartir» era, en sus palabras, «robar». Por ejemplo, en 1979, AT&T empezó a hacer cumplir sus licencias restrictivas cuando la compañía decidió que podrían generar utilidades vendiendo el sistema Unix.
La llegada de Usenet al principio de los años 1980 conectó aún más a la comunidad de programadores y facilitó, a los programadores, una forma más simple de compartir su software y de contribuir al software que otros hayan escrito.

### Lo que persiste de la época
Mucho software libre que fue desarrollado en los años 1970 y en los años 1980 aún continúa siendo utilizado, incluyendo el simulador de circuitos integrados SPICE, TeX (desarrollado por Donald Knuth) y el sistema de ventanas X. El sistema de ventanas W sentó las bases para el sistema de ventanas X, pero tenía muchas diferencias fundamentales. El desarrollo del sistema de ventanas X fue simultáneo al del proyecto GNU, sin embargo GNU de ninguna manera fue responsable del desarrollo del sistema de ventanas X.

## Inicios del proyecto GNU y la FSF

La mascota del proyecto GNU es la cabeza de un ñu.

En 1983, Richard Stallman lanzó el proyecto GNU para escribir un sistema operativo completo libre de restricciones para el uso, modificación y distribuirlo con o sin mejoras. Uno de los incidentes particulares que lo motivaron a esto fue el caso de una molesta impresora que no podía ser arreglada porque el código fuente no era revelado. Otro posible evento de inspiración para el proyecto GNU y su manifiesto fue el desacuerdo entre Stallman y Symbolics, Inc. sobre el acceso a las actualizaciones, por parte del MIT, que Symbolics había realizado a su máquina Lisp, la cual estaba basada en código del MIT. Poco tiempo después de su lanzamiento, acuñó el término "software libre" y para promover el concepto fundó la Free Software Foundation. Una definición de software libre fue publicada en febrero de 1986.
En 1989, fue publicada la primera versión de la Licencia Pública General de GNU. En 1991 se publicó la ligeramente actualizada la versión 2 de la licencia.
En 1989, algunos desarrolladores de GNU crearon la compañía Cygnus Solutions.
El núcleo (kernel) del proyecto GNU, posteriormente llamado GNU Hurd, fue retrasado continuamente, pero la mayor parte de los demás componentes fueron completados para 1991. Algunos de éstos, especialmente la Colección de Compiladores de GNU, se han convertido en líderes del mercado por méritos propios. El Depurador de GNU y GNU Emacs también fueron éxitos notables.

## Linux
El núcleo Linux iniciado por Linus Torvalds, fue liberado para poder ser modificado libremente en 1991. La licencia inicial, no fue exactamente una licencia de software libre, sin embargo la versión 0.12 lanzada en febrero de 1992, fue licenciada nuevamente por Torvalds bajo los términos de la Licencia Pública General de GNU. Así como Unix en su tiempo, el núcleo de Torvalds atrajo la atención de programadores voluntarios.

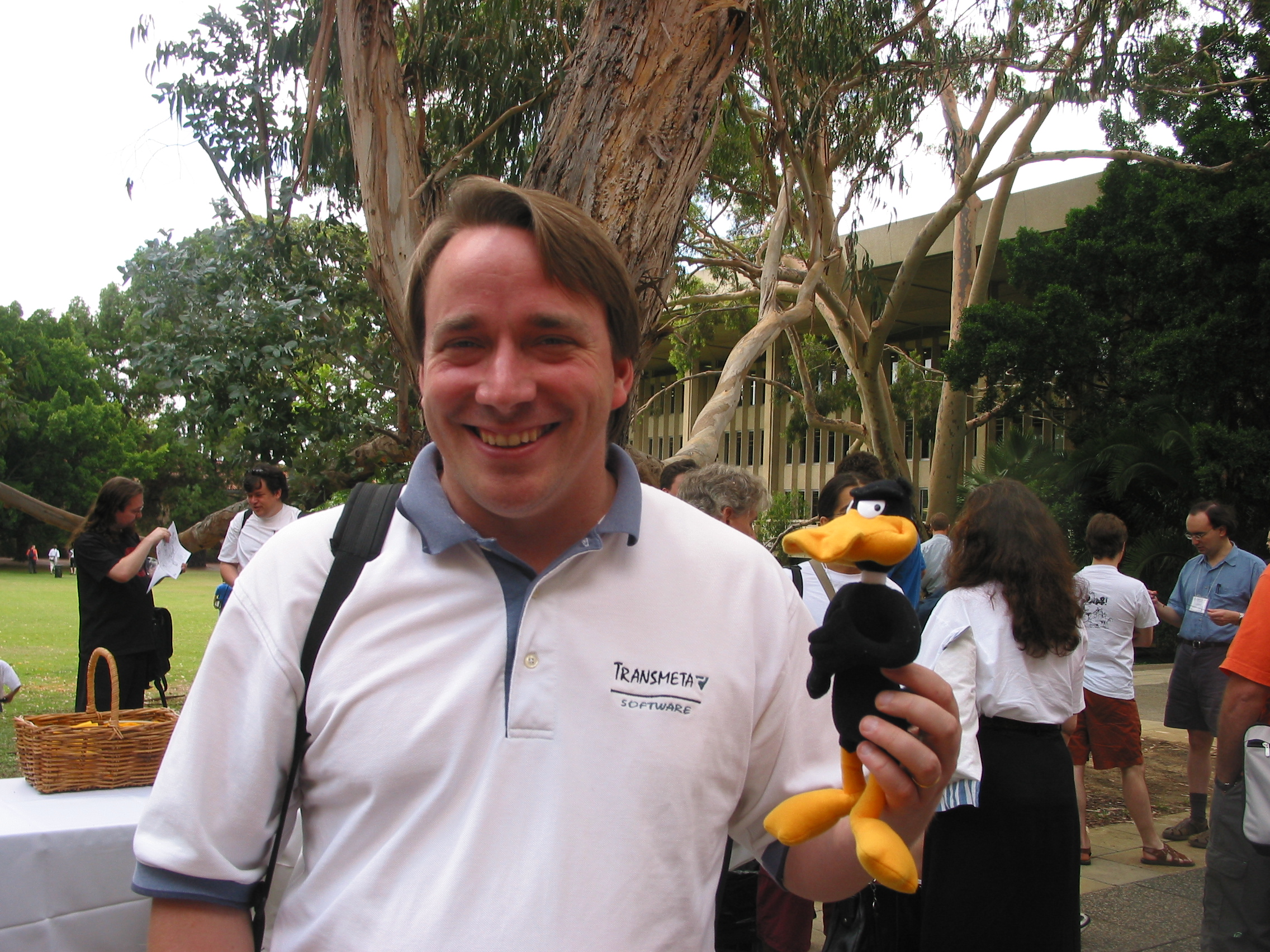
Linus Torvalds el creador del núcleo Linux. Australia, 2002.

Hasta este punto, la falta de núcleo del proyecto GNU significaba la no existencia de un sistema operativo libre completo. El desarrollo del núcleo de Linus Torvalds llenó ese último hueco. La combinación del casi terminado sistema operativo de GNU y el núcleo Linux resultó en el primer sistema operativo completo de software libre.
Entre las distribuciones Linux, Debian GNU/Linux, iniciado por Ian Murdock en 1993, es notorio por estar comprometido explícitamente con los principios de GNU y la FSF del software libre. Los principios de los desarrolladores de Debian están expresados en el Contrato Social de Debian. Desde su inicio, el proyecto Debian ha estado íntimamente ligado con la FSF, y de hecho fue patrocinado por la FSF durante un año, de 1994 a 1995. En 1997, el antiguo líder del proyecto Debian, Bruce Perens ayudó también a fundar Software in the Public Interest, una fundación y organización de soporte sin ánimo de lucro para varios proyectos de software libre. Sin embargo Debian ya no se considera software libre por la FSF y el proyecto GNU ya que el núcleo Linux incluido con Debian contiene partes privativas además de ofrecer repositorios con software no libre.

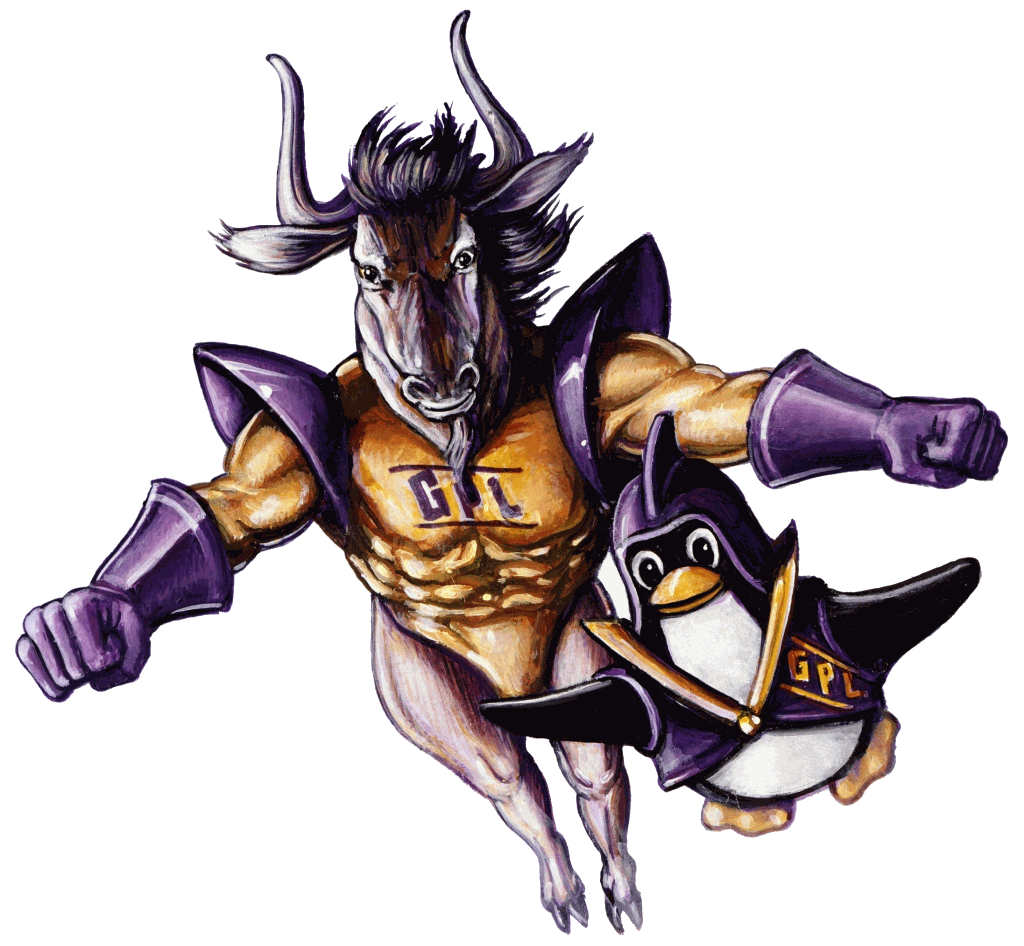
El ñu de GNU y Tux de Linux, ilustrando la unión GNU+Linux.

GNU/Linux (o simplemente Linux) continúa siendo software libre desarrollado por programadores voluntarios, pero también muchas compañías ofrecen productos personalizados basados en el núcleo Linux así como distribuciones con soporte comercial.
El nombre del sistema operativo continúa generando controversia dentro de la comunidad del software libre, por un lado el proyecto GNU y otros grupos de usuarios piden que el sistema sea llamado GNU/Linux o GNU+Linux argumentando que la mayoría de sistemas basados en el núcleo Linux son derivaciones del sistema operativo GNU, que empezaron a desarrollarlo 7 años antes que Linus Torvalds publicara su núcleo y que "sobre la base de lo justo, deberían tener por lo menos una mención equivalente". Por el otro lado, los grupos que apoyan el nombre "Linux" para referirse al sistema operativo completo y no solo a su núcleo, argumentan que el nombre "Linux" es más reconocido, mejor recibido y más práctico; también argumentan que probablemente Richard Stallman se siente frustrado porque Torvalds "ha recibido toda la gloria" y que por esta razón gasta mucha energía en nomenclaturas. Es importante señalar que la mayoría de versiones del sistema operativo basado en Linux, contienen muchas otras partes además de las desarrolladas por el proyecto GNU y el núcleo Linux, el ejemplo más representativo de estos componentes ajenos a GNU y Linux es el sistema de ventanas X.

## Los sistemas BSD libres
BSD son las iniciales de Berkeley Software Distribution (en español, Distribución de Software Berkeley) y se utiliza para identificar un sistema operativo derivado del sistema Unix nacido a partir de los aportes realizados a ese sistema por la Universidad de California en Berkeley.
El primer sistema Unix en Berkeley fue el PDP-11, que fue instalado en 1974, después en 1977 Bill Joy, entonces un estudiante de grado en Berkeley, grabó y envió cintas del primer Berkeley Software Distribution (BSD). En 1983 fue publicado BSD 2.9 que incluye código de BDS 4.1c y fue la primera distribución considerada como un sistema operativo completo (Una modificación de Unix 7).
Hasta este punto, todas las versiones de BSD incluían código privativo de AT&T, lo que requería el pago de licencias haciendo al software muy caro y generó la exigencia por un sistema libre por parte de entidades externas. Esto se consiguió con Network Tape 1 (Net/1), lanzada en 1989 y creada sin código propietario de AT&T que fue libremente distribuida sobre los términos de la permisiva licencia BSD. Más adelante, otros proyectos adoptaron la filosofía de software libre y adoptaron la licencia BSD, así en junio de 1991 nació Network Tape 2 (Net/2).
Poco tiempo después, BSDi (Berkeley Software Design Inc.) tuvo un problema legal con AT&T, propietarios de los derechos de System V y la marca Unix. El pleito fue archivado en 1992, bajo la prescripción de no distribuir Net/2 hasta que la validez de las demandas pudiera ser determinada.
Cuando se resolvió la demanda legal que USL levantó en contra de BSDi por parte de la corte en 1993, las distribuciones derivadas de 386BSD, FreeBSD y NetBSD fueron liberadas como software libre. Más tarde en 1995, OpenBSD fue publicada, una distribución derivada de NetBSD. También existen otras versiones derivadas en la actualidad, entre las que destacan SunOS y Mac OS X.

## Los años del punto com (finales de los años 1990)

Logotipo de Apache un servidor web libre.

En la segunda mitad de los años 1990, cuándo muchas compañías basadas en web empezaban a operar; el software libre se volvió la opción popular de los servidores web. El servidor HTTP Apache se volvió en el software de servidor web más utilizado, título que aún conserva durante el siglo XXI. Estos servidores web, se han llegado a conocer como "sistemas LAMP"; son sistemas que vienen con un "paquete" de software inicial que incluye al núcleo Linux como base, a Apache como proveedor de servicios web, la base de datos MySQL para archivo de datos y al lenguaje de programación PHP uniéndolos a todos.

## Nace el código abierto
En 1997, Eric Raymond publicó La catedral y el bazar, un ensayo dónde analiza a la cultura hacker y los principios del software libre. El escrito recibió particular atención al principio de 1998 y fue un factor estimulante para que Netscape Communications Corporation liberara su popular suite de internet Netscape Communicator como software libre. Este código, es conocido en la actualidad como Firefox y Thunderbird.
Este acto por parte de Netscape, impulsó a Raymond y otros a buscar cómo llevar los principios del software libre a la industria del software comercial. Concluyeron que el activismo social de la FSF no era atractivo para las compañías como Netscape y buscaron maneras de volver a inventar el movimiento del software libre para enfatizar el potencial comercial de compartir código fuente. El nuevo nombre que escogieron fue "código abierto" (open source en inglés) y rápidamente Bruce Perens, el editor Tim O'Reilly, Linus Torvalds y otros firmaron a favor del nuevo nombre. La Open Source Initiative (Iniciativa por el Código Abierto) fue fundada en febrero de 1998 para fomentar el nuevo término y para difundir los principios del "código abierto".
Sin embargo, Richard Stallman y la FSF objetaron enérgicamente al enfoque de la nueva organización. Sintieron que, con la estrecha visión del código fuente, la OSI estaba sepultando los valores filosóficos y sociales del software libre y que estaba escondiendo el problema de la libertad de los usuarios de computadoras. Aun así, Stallman seguía manteniendo la postura de que los usuarios de ambos términos eran aliados en contra del software privativo.
En septiembre de 2000, Sun Microsystems lanzó la suite ofimática StarOffice 5.2 como software libre bajo los términos de la Licencia Pública General Reducida de GNU. La versión libre de la suite fue renombrada a OpenOffice.org (comúnmente abreviado "OOo") y coexiste con StarOffice, la versión 1.0 de OpenOffice.org fue lanzada el 30 de abril de 2002; el producto y el código fuente abierto coexisten desde el 13 de octubre de 2000.

## Escritorio

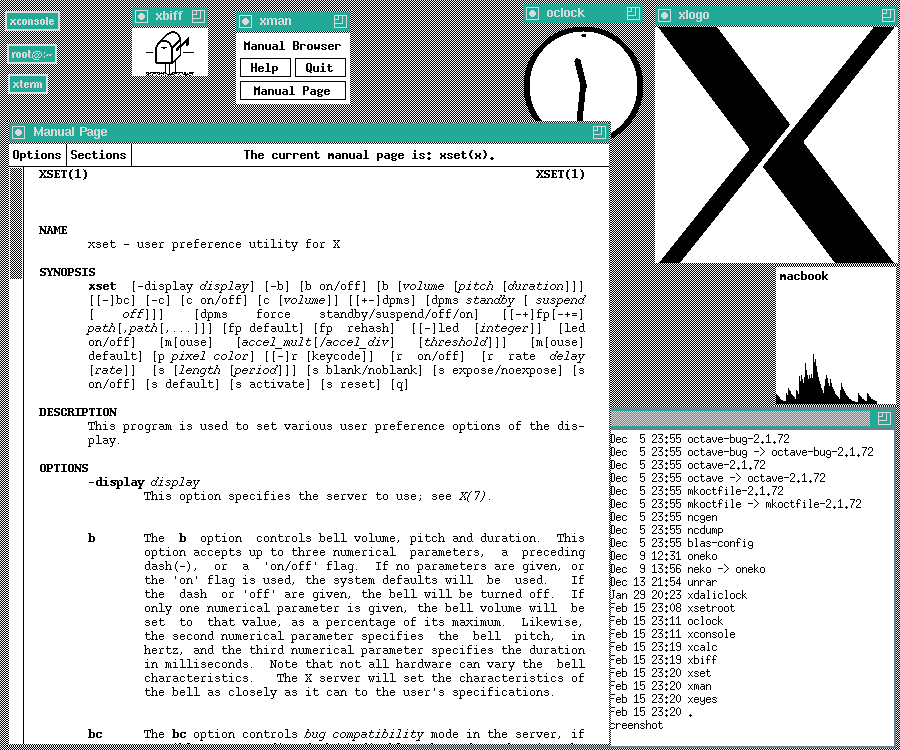
Servidor X, mostrando el aspecto de un sistema gráfico Unix en los años 1980.

X se ha convertido en el sistema de ventanas de facto del software libre.
KDE fue fundado en 1996 por Matthias Ettrich. En aquel tiempo, encontraba problemático el número de inconsistencias en las aplicaciones Unix. Propuso un nuevo entorno de escritorio pero también quería que fuera un escritorio fácil de usar. Su primer mensaje en Usenet generó mucho interés.
Ettrich decidió usar la biblioteca Qt para el proyecto KDE. En ese tiempo, Qt no gozaba de una licencia de software libre. Miembros del proyecto GNU sintieron preocupación por tal uso de una biblioteca para construir un entorno de escritorio libre. En agosto de 1997, iniciaron dos proyectos en respuesta a KDE: la biblioteca Harmony (un reemplazo libre de las bibliotecas Qt) y GNOME (un entorno de escritorio diferente, sin Qt y construido enteramente de software libre). Se escogió a GTK+ como la base para GNOME en lugar de las bibliotecas de Qt.
En noviembre de 1998, la biblioteca Qt fue publicado bajo la licencia libre/código abierto Licencia Pública Q (QPL). Pero el debate acerca de la compatibilidad con la GPL continuó. En septiembre de 2000, Trolltech creó la versión Unix de las bibliotecas Qt bajo los términos de la GPL, en adición de la QPL, lo cual ha eliminado las preocupaciones de la Free Software Foundation (Fundación para el Software Libre).
Ambos entornos de escritorio, KDE y GNOME ahora participan en freedesktop.org, un esfuerzo por estandarizar la interoperabilidad de escritorios Unix, no obstante aún existe cierta competencia entre ellos.

## Desarrollo reciente
El 8 de mayo de 2007, Sun Microsystems liberó el Java Development Kit con el nombre OpenJDK bajo la Licencia Pública General de GNU. Una parte de las clases de la biblioteca (el 4%) no pudieron ser publicadas como código abierto por estar publicadas bajo licencia de otros organismos y fueron incluidos como complementos binarios. Por esta razón, en junio de 2007, Red Hat lanzó IcedTea para resolver el problema de impedimento de los componentes con la implementación de los equivalentes de GNU Classpath. Desde su lanzamiento, la mayoría de impedimentos han sido resueltos, dejando pendiente el motor de audio y el sistema de gestión del color únicamente.
En los años 2000, se ha buscado expandir la libertad de usar, compartir, modificar y publicar más allá el código fuente y el software, implementando los principios del software libre a la documentación que acompaña al software así como otro tipo de información: libros, manuales, fotografías, vídeo, audio, etcétera. Para lograrlo, se han creado licencias y movimientos que buscan la libertad de estudiar y compartir virtualmente cualquier tipo de contenido.

Las Licencias Creative Commons: ejemplo de la expansión de la filosofía FLOSS.

En marzo de 2000 se publicó, por parte de la FSF, la versión 1.1 de la Licencia de Documentación Libre de GNU (GFDL por sus siglas en inglés) con el propósito de hacer que los manuales, libros de texto o cualquier documento escrito sean libres.
En 2001, se fundó Creative Commons, una corporación sin ánimo de lucro dedicada a hacer el proceso de compartir y construir a partir del trabajo de otros más fácil, de manera consistente con las reglas del copyright. Facilitan licencias libres y otras herramientas para publicar trabajos con la libertad que el autor quiere otorgar a otros, para que puedan compartir, modificar y usar comercialmente su obra; o cualquier combinación de estas libertades.
El 15 de enero de 2001 es lanzada Wikipedia, un proyecto de la Fundación Wikimedia (una organización sin ánimo de lucro) para construir una enciclopedia libre y políglota. Wikipedia en un inicio publicó todo su contenido bajo la Licencia de Documentación Libre de GNU únicamente, pero a partir del 1 de agosto de 2009 cambió a "Creative Commons Atribución Compartir Igual 3.0". Para que esto fuera posible, la FSF actualizó la GFDL en noviembre de 2008, para permitir la migración de licencia por parte de Wikimedia. Aunque es necesario mencionar que algunas versiones de Wikipedia, como la inglesa, tiene contenido no libre.
Linux cumplió 25 años en 2016 y su difusión en la industria ha sido impensada. Según datos de la Linux Foundation, el kernel se utiliza:
- en los sistemas de control de tráfico ferroviario y aéreo.
- en más de 1,3 millones de teléfonos inteligentes Android activados cada día.
- en submarinos nucleares y sistemas de defensa.
- en la mayoría de los 700.000 televisores vendidos cada día.
- en el software de secuenciación del ADN.
- en la Estación Espacial Internacional.
- en el Gran Colisionador de Hadrones.
- en 8 de cada 10 de las transacciones financieras globales.
- en el 98% de los súper ordenadores alrededor del mundo.
- en los servidores de Google, Facebook y Amazon.[37]